# Europäische Gruppe für Ethik der Naturwissenschaften und der Neuen Technologien
Die Europäische Gruppe für Ethik der Naturwissenschaften und der Neuen Technologien (EGE, englischsprachig European Group on Ethics in Science and New Technologies) ist ein unabhängiges, multidisziplinäres Beratungsgremium des Präsidenten der Europäischen Kommission.

## Aufgaben
Das Gremium ist damit beauftragt, die Europäische Kommission – entweder auf deren Ersuchen oder im Einvernehmen mit ihr auf eigene Veranlassung – in ethischen Fragen zu beraten. Die Beratung durch dieses Gremium umfasst alle Aspekte der Politik und des Rechts der Kommission, in denen ethische, gesellschaftliche und Grundrechtsaspekte mit der Entwicklung von Wissenschaft und Neue Technologien in einem Zusammenhang stehen.
Das aktuelle Mandat ist im Beschluss 2016/835 der Kommission vom 25. Mai 2016 festgelegt.
Die EGE veröffentlicht Stellungnahmen und Erklärungen. In ihren Stellungnahmen (Opinions) identifiziert sie anbahnende Entwicklungen, gibt eine breit angelegte Darstellung möglicher und verfasst Empfehlungen. In ihren Erklärungen (Statements) liefert sie auf kurzfristig kompakte Weise Rat zu bestimmten Themen.

## Mitglieder
Das Gremium hat bis zu fünfzehn Mitglieder.
Als Mitglieder der EGE ernannte EU-Kommissionspräsident Jean-Claude Juncker die Europäische Kommission am 30. März 2017, einem Beschluss vom Oktober 2015 folgend, fünfzehn Experten aus den Bereichen Natur-, Sozial- und Humanwissenschaften, Ethik, Philosophie und Rechtswissenschaften. Es untersteht dem Kommissar für Forschung, Wissenschaft und Innovation Carlos Moedas und berichtet ihm sowie dem Kommissionspräsidenten. Das Komitee der Europäischen Kommission, das die Mitglieder des EGE auswählte, bestand aus Ewa Bartnik, Vololona Rabeharisoa und Göran Hermeren; Letzterer war von 2002 bis 2011 Vorsitzender der EGE gewesen. Als Mitglieder des Beratergremiums wurden ernannt: Emmanuel Agius, Anne Cambon-Thomsen, Eugenijus Gefenas, Julian Kinderlerer, Andreas Kurtz, Jonathan Montgomery, Herman Nys, Siobhán O’Sullivan, Laura Palazzani, Barbara Prainsack, Carlos Maria Romeo Casabona, Nils-Eric Sahlin, Marcel Jeroen Van den Hoven und Christiane Woopen (Stand 30. März 2017). Zudem ist Fruzsina Molnár-Gábor Mitglied.

## Geschichte
Der Vorläufer der EGE, die Beratergruppe für ethische Fragen der Biotechnologie (englischsprachig Group of Advisors on the Ethical Implications of Biotechnology, GAEIB), wurde am 20. November 1991 gegründet. Nach Auslaufen der Mandats der Gruppe wurde sie mit Entscheidung vom 16. Dezember 1997 durch die Europäische Gruppe für Ethik der Naturwissenschaften und der Neuen Technologien mit erweitertem Mandat ersetzt.